# 나는 그루트다
나는 그루트다(영어: 나는 그루트다)는 디즈니+오리지널로 2022년 8월 10일에 공개된 가디언즈 오브 갤럭시의 인물인 그루트에 구성된 TV 시리즈이다.

## 목소리 출연
한국어판